# 拉法埃莱·塞里奥
拉法埃莱·塞里奥（義大利語：Raffaele Serio，1999年4月22日—），意大利男子赛艇运动员。他曾代表意大利参加2019年世界赛艇锦标赛，获得男子轻量级双人单桨无舵手金牌。